# 樟坪畲族乡
樟坪畲族乡是中华人民共和国江西省鹰潭市贵溪市下辖的一个民族乡。

## 行政区划
樟坪畲族乡下辖以下村级行政区划单位：
双圳村、黄思村、太源畲族村、西排村和樟坪村。